# Samsung Galaxy Z
Samsung Galaxy Z — линейка гибких смартфонов, разработанная Samsung Electronics. Первым телефоном в серии является Samsung Galaxy Fold.

## Модели

### Samsung Galaxy Fold
Samsung Galaxy Fold является первым устройством в серии Galaxy Fold. Он был анонсирован 20 февраля 2019 года и выпущен 6 сентября 2019 в Южной Корее,. Версия устройства, продаваемого как Samsung W20 5G, была выпущена 12 декабря исключительно для китайского рынка с более быстрым процессором Snapdragon 855+ и уникальным белым покрытием.

### Samsung Galaxy Z Flip
Samsung Galaxy Flip и Flip 5G были выпущены 14 февраля 2020 года и 7 августа 2020 года. Первое устройство серии, продаваемое под брендом «Z». В отличие от Galaxy Fold, устройство складывается вертикально и использует гибридное стеклянное покрытие под торговой маркой «Infinity Flex Display».

### Samsung Galaxy Z Fold 2
Samsung Galaxy Fold 2 5G был выпущен 18 сентября 2020 года. Он имеет значительно больший экран, чем его предшественник, частотой обновления второго экрана стала 120 Гц, была улучшена камера, установленная обновленная SoC Snapdragon 865 Plus. Значительным изменениям подвергся основной экран (изменено расположение фронтальной камеры) и механизм складывания.. Модель под названием Samsung W21 5G была представлена в ноябре 2020 года исключительно для китайского рынка.

### Galaxy Z Fold 3 и Galaxy Z Flip 3
11 августа 2021 года компания Samsung представила третье поколение складных телефонов Galaxy Z Fold3 5G и Galaxy Z Flip3 5G. Смартфоны имеют водонепроницаемость IPX8, а модель Galaxy Z Fold3 5G получила подэкранную фронтальную камеру в дисплее и поддержку S Pen (Исключительно S Pen Fold Edition.)

### Samsung Galaxy Z Fold 4 и Z Flip 4
Samsung Galaxy Z Fold 4 и Z Flip 4 были анонсирован в августе 2022 года. Fold 4 стал доступен для покупки 25 августа того же года, а Flip 4 — на день позже. Из нововведений: В Z Flip4 обновили процессор (с Snapdragon 888 на Qualcomm Snapdragon 8 Plus Gen1 (4 nm), аккумулятор увеличили с 3300 до 3700, изменили структуру шарнира.

### Samsung Galaxy Z Fold 5 и Z Flip 5
Samsung Galaxy Z Fold 5 и Z Flip 5 были анонсированы 26 июля 2023 года. Обе модели вышли 11 августа 2023 года.

### Samsung Galaxy Z Fold 6 и Z Flip 6
Samsung Galaxy Z Fold 6 и Z Flip 6 были анонсированы 10 июля 2024 года. Оба смартфона оснащены Snapdragon 8 Gen 3 for Galaxy (4 nm). Fold 6 сохранил объем аккумулятора на уровне 4000 мАч, а Flip 6 увеличил объем до 4000 мАч (у Flip 5 объем составлял 3700). Обе модели поступили в продажу 23 июля 2024 года.